# Frantz Charlet

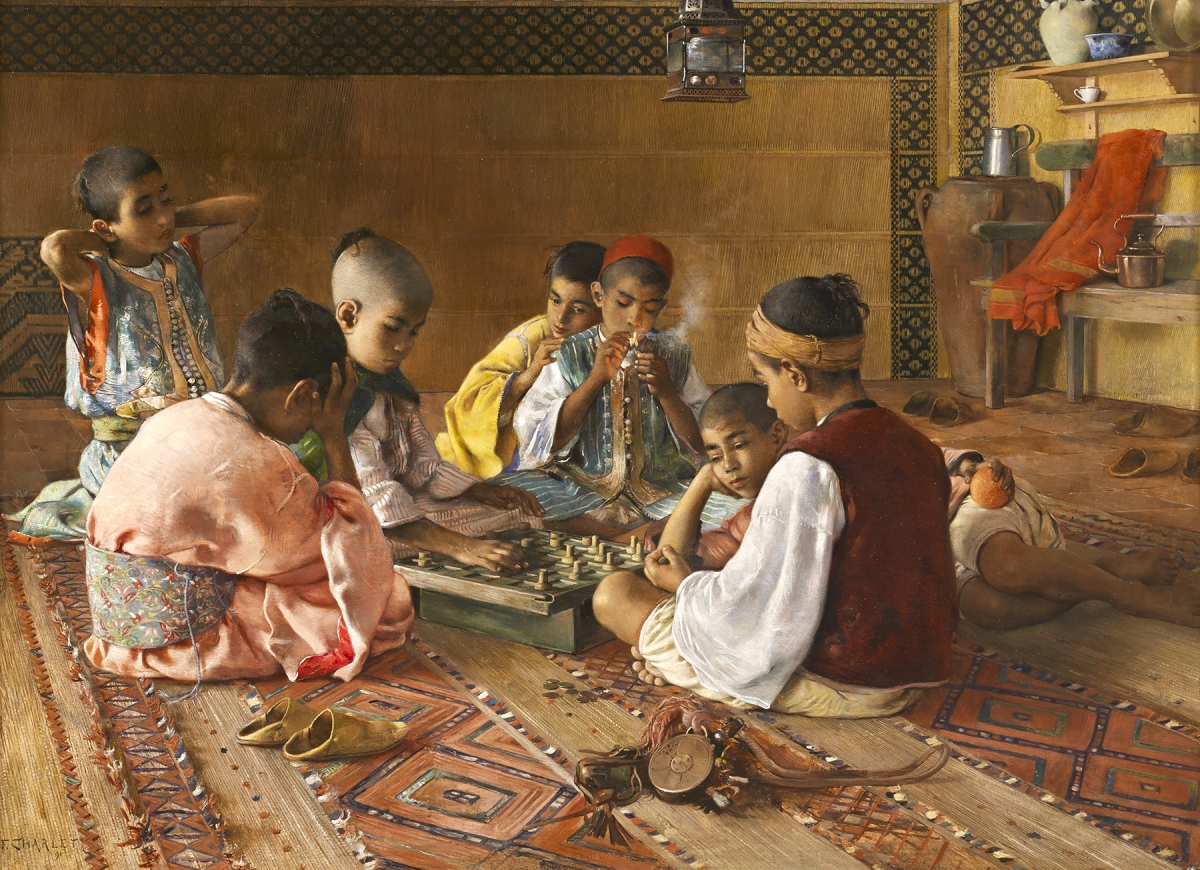
Eine Dame-Partie

Frantz Charlet (* 21. oder 29. Januar 1862 in Brüssel; † 8. August 1928 in Paris) war ein belgischer Maler, Radierer und Lithograf.
Er war der Bruder des Malers Emile Charlet (1851–1910) und war auch mit dem Maler Emile Wauters verwandt. 
Frantz Charlet war von 1872 bis 1873 und von 1876 bis 1881 Student an der Académie royale des Beaux-Arts de Bruxelles bei Jean-François Portaels. Zu seinen Kommilitonen gehörten u. a. Théo Van Rysselberghe und Rodolphe Wytsman.
Er setzte sein Studium an der École des Beaux Arts de Paris bei Jean-Léon Gérôme, Jules-Joseph Lefebvre und Émile Auguste Carolus-Duran fort.
In Brüssel wurde Charlet Mitglied der Künstlergruppe „L’Essor“. Zusammen mit Théo Van Rysselberghe, Constantin Meunier und Darío de Regoyos unternahm er vom Ende 1882 bis Frühjahr 1883 eine Studienreise nach Spanien. Alfred Cluysenaer schloss sich der kleinen Gruppe an und zusammen reisten sie nach Tanger und dann weiter nach Marokko. Seitdem beschäftigte sich Charlet oft mit orientalistischen Motiven.
1883 zerfiel die Künstlergruppe „L’Essor“ und Charlet gründete mit Theo Van Rysselberghe und James Ensor die neue Gruppe „Les XX“, die Kunstausstellungen veranstaltete, wo u. a. Georges Seurat, Camille Pissarro, Henri de Toulouse-Lautrec, Edgar Degas und Claude Monet teilnahmen.
1885 besuchte er mit James McNeill Whistler Volendam und die Insel Marken. Er besuchte auch das damals modische Zeeland, die Schweiz, Deutschland, Italien und Algerien.
Um 1900 zog Charlet nach Paris und blieb dort lebenslang. Charlet gründete in Paris 1906 zusammen mit Fernand Khnopff und anderen Aquarellisten die „Société Internationale de la peinture à eau“.